# Villa Ortiz
Villa Ortiz, más conocido como Coronel Mom, es una localidad argentina del partido de Alberti, en la provincia de Buenos Aires.
El nombre de Coronel Mom elegido para identificar la estación de ferrocarril y a la localidad, recuerda a Pedro Mom. Este militar de origen francés integró la primera escuadrilla del gobierno patrio en 1811. La estación que dio origen a la localidad fue habilitada en 1907. Recibía los servicios provenientes de Once ramal Bayauca. No posee servicios de pasajeros desde 1994.
Se toma como fecha de fundación de la localidad de Coronel Mom el año 1911 cuando se trazan las calles de la localidad para lotear su tierra. Ya contaba antes de esa fecha con instalaciones ferroviarias y con un Almacén de Ramos Generales de razón comercial Storni y López el cual era el centro comercial de una gran zona agraria.
La estación ferroviaria y el comienzo del pueblo ocurrieron cuando el mismo era el cuartel quinto del partido de Chacabuco.En el año 1910 se crea el partido de Alberti cambiando Mom y su gente a este partido.
Como tantos pueblos la localidad se formó a partir de la llegada del ferrocarril y su estación, la gente de los alrededores y principalmente de Villa María, distante a 10 kilómetros, se mudó a la naciente localidad.

## Población
Cuenta con 815 habitantes (Indec, 2010), lo que representa un descenso del 5% frente a los 857 habitantes (Indec, 2001) del censo anterior.

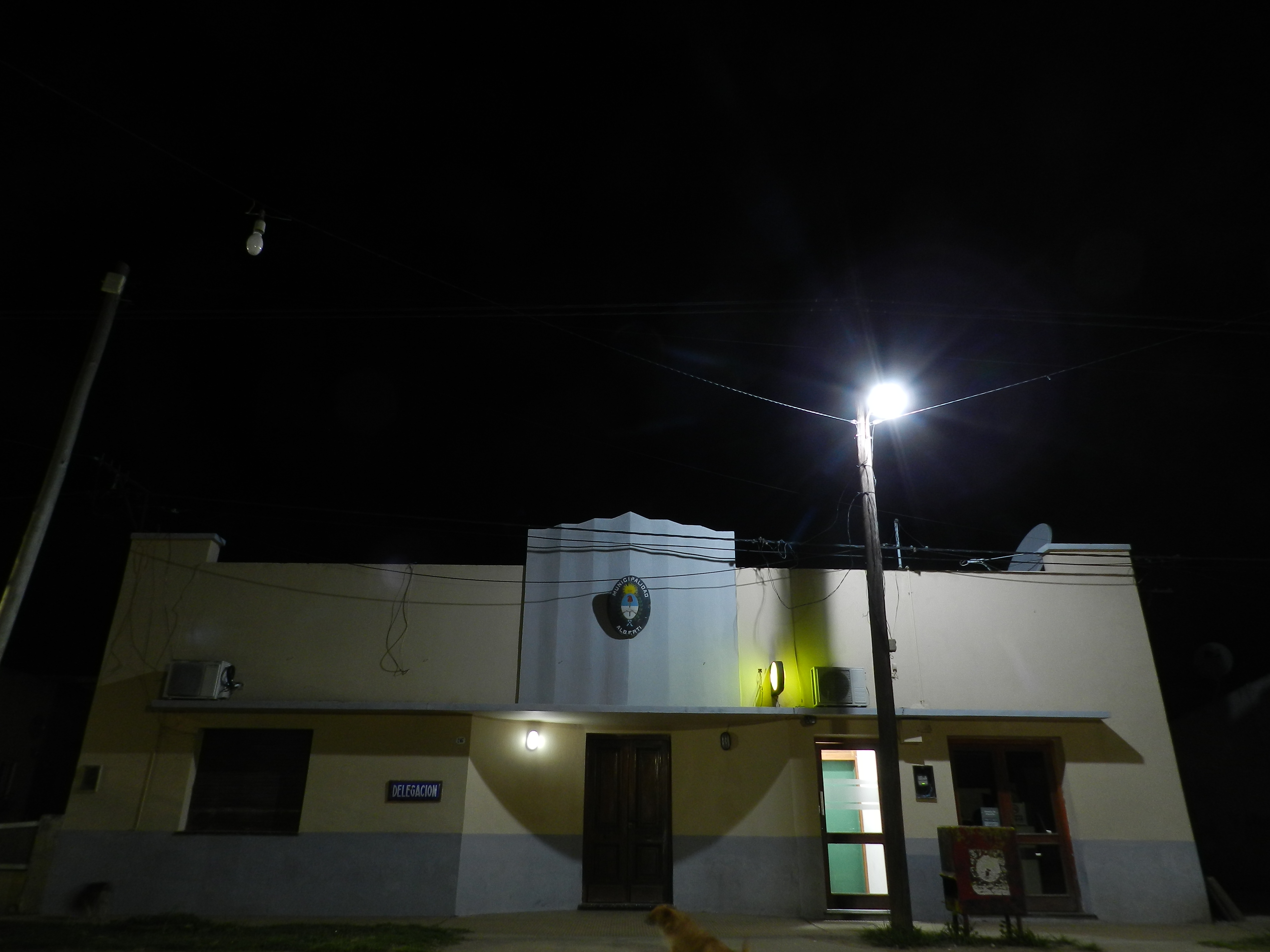
Delegación Coronel Mom

| Gráfica de evolución demográfica de Villa Ortiz entre 1991 y 2010 |
|                                                                   |
| Fuente: Censos nacionales del INDEC                               |

## Planta urbana
El pueblo posee una plaza principal llamada Eva Duarte de Perón, alrededor de ella se ubican la Delegación municipal, la capilla de Nuestra Señora del Carmen y el jardín de infantes n.º 903. 
Existe un complejo deportivo perteneciente al Club Deportivo y Social Villa Ortiz, allí se encuentra una cancha de fútbol 11 y demás instalaciones. También existe una cancha de fútbol 7 donde todos los veranos se disputa el "Papi Fútbol", torneo que reúne equipos de toda la zona, donde recurre gran cantidad de espectadores. 
Coronel Mom cuenta desde hace 18 años con un cuerpo activo de Bomberos Voluntarios, quienes con gran esmero y dedicación pudieron levantar su propio cuartel y obtener equipamiento de nivel profesional para siniestros de todo tipo. Otras instituciones importantes son el Destacamento Policial y la Sala de Atención Primaria de la Salud, la cual cumplió en el 2023 sus primeros 80 años de vida.  
En el año 2019 se inauguró un asilo para ancianos que se encuentra anexado a la sala.
También funcionan en el pueblo la Cooperativa de Electricidad y la Cooperativa de Agua Potable, brindando diferentes servicios a la comunidad. 
En 2022, por décima vez, se realizó el Encuentro ExpoAutos, este consta en recibir autos, motos, camionetas, etc, y exhibirlas en la plaza principal del pueblo. El dinero recaudado se destina a mejoras en las instituciones, ya sea la Sala de Primeros Auxilios, el Cuartel de Bomberos, el Club Villa Ortiz, las diferentes instituciones educativas, entre otros. 
Se realiza anualmente la Fiesta del Pollo con el auspicio de la Municipalidad de Alberti y el trabajo de las instituciones de la localidad. 

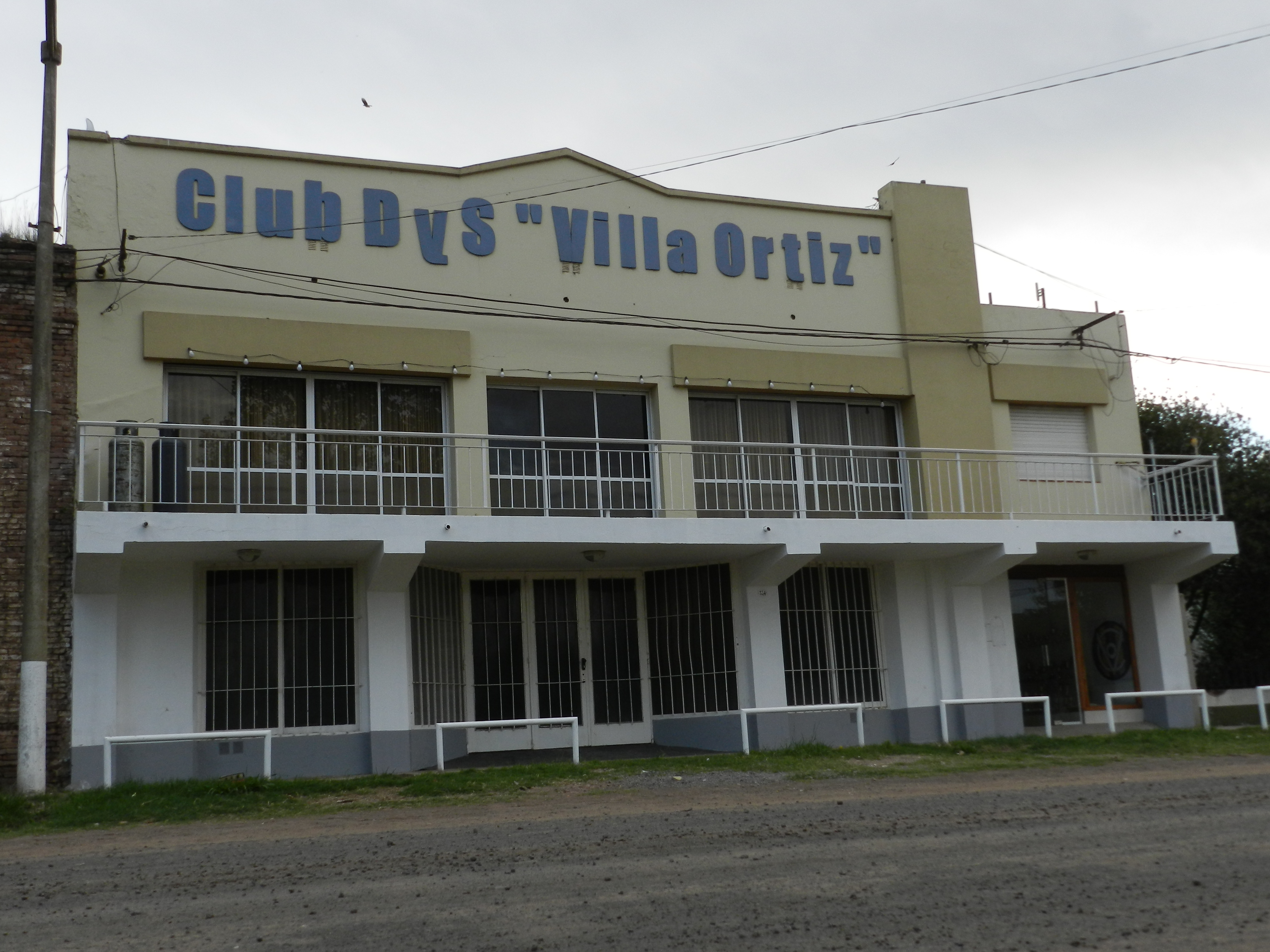
Club Deportivo y Social Villa Ortiz.

#### Educación.

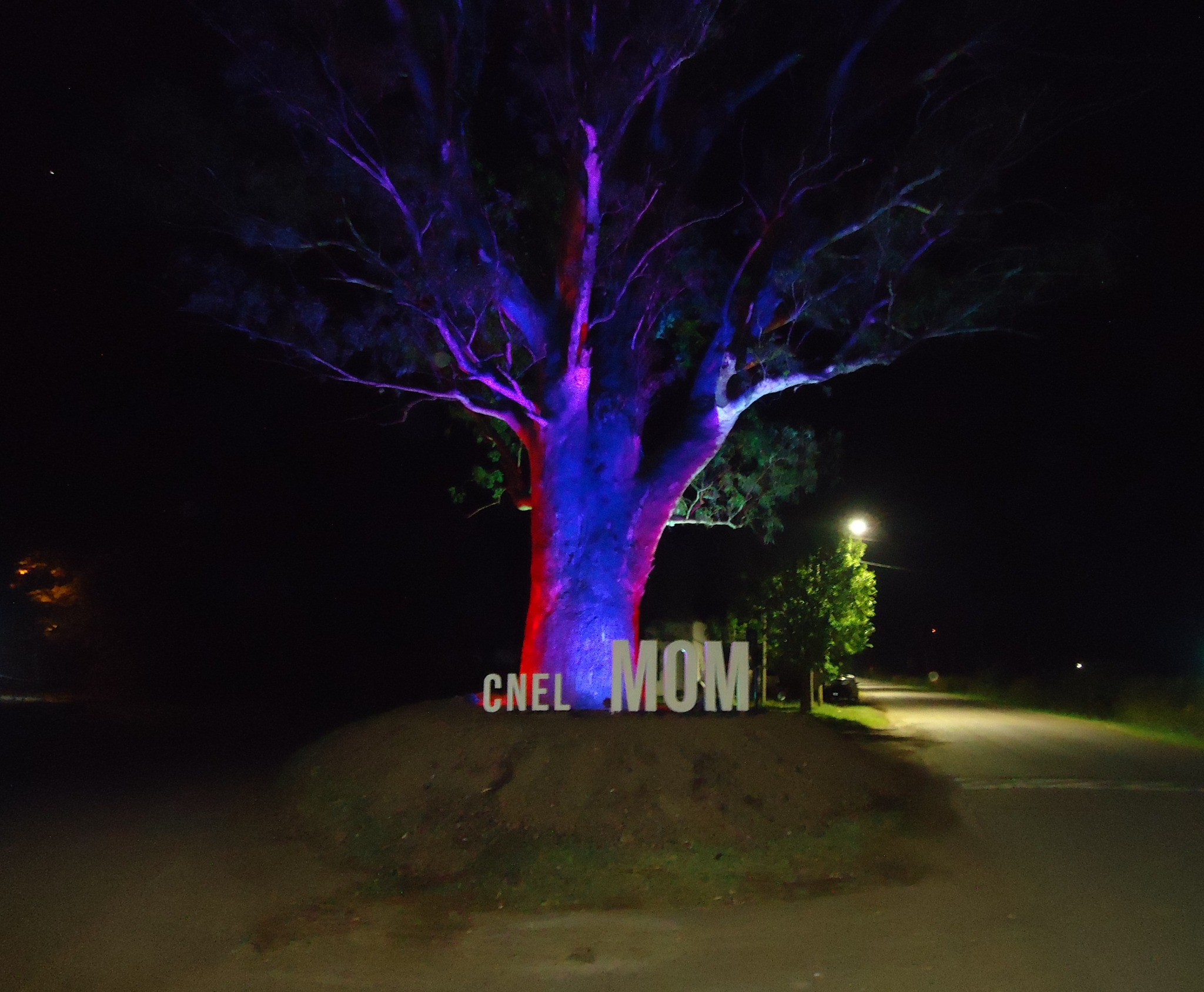
Entrada al pueblo de noche

En Coronel Mom existen tres establecimientos educativos: el jardín de infantes N°903, la escuela primaria N°21 y la escuela de educación secundaria N.º 1.
Todos los años se realizan diferentes fiestas en donde participan los alumnos, tales como la Fiesta de la Primavera y de Educación Física. También se realizan actividades al aire libre como torneos de vóley y fútbol, choripaneadas y ventas de torta.
El acceso a la ruta provincial 30 y a Palemón Huergo se encuentra asfaltado haciendo fácil el traslado de los alumnos de Huergo que concurren a la escuela secundaria de Coronel Mom, donde también asisten alumnos de Coronel Seguí, Villa María y diferentes campos de alrededor. Además, este acceso, es de gran importancia para trasladarse a la ciudad vecina de Chivilcoy.
Por muchos años se realizaron fiestas bailables denominadas "Dancing", la organización de los mismos estaba a cargo de los alumnos de 5.º año con la ayuda de sus padres. Además, cuando estos ya estaban siendo menos frecuentes, el Club Villa Ortiz comenzó a organizar lo que se denominó "La mejor fiesta de la zona", La Umbra Vip. Esta fiesta colmaba el pueblo con gente de ciudades vecinas una vez por mes. La cita tenía lugar los días viernes. Las primeras ediciones fueron llevadas a cabo en el Bufet del Club y las últimas en el salón principal debido a la gran concurrencia.

#### Actividad productiva.
La principal rama productiva del pueblo es la agricultura, además de la ganadería vacuna, producción de rollos de pasto, cría de cerdos, cría de aves, entre otros. Existen tres plantas de silos, la más sobresaliente pertenece a "Huergo Cereales", una empresa con sedes en Chivilcoy y Palemón Huergo. Una fuente muy grande de trabajo es el peladero de pollos, de capitales privados, de donde obtienen sus ingresos más de 30 familias de Coronel Mom y la zona.

Campo de Deportes del Club Deportivo y Social Villa Ortiz.
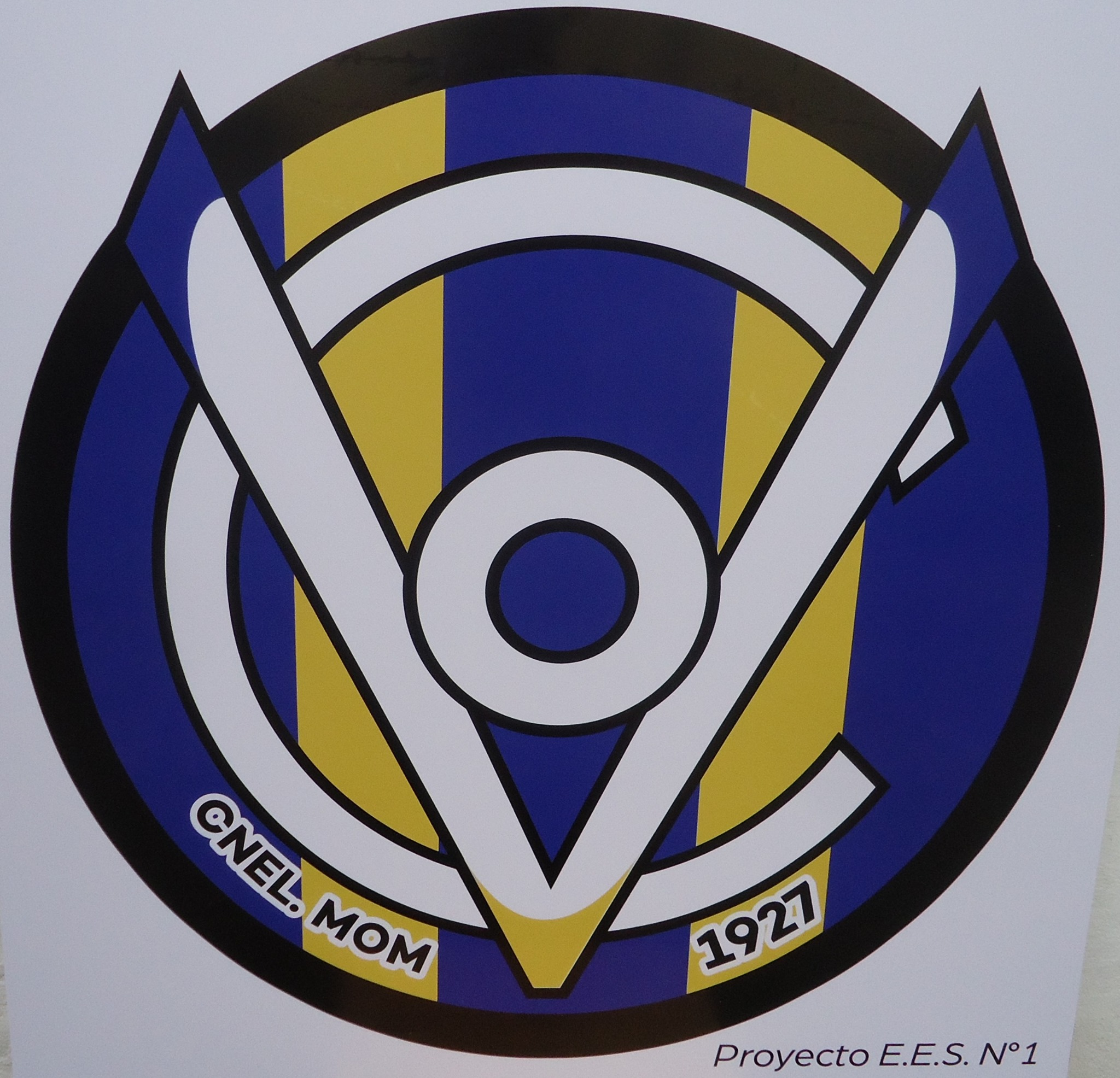
Escudo del Club Deportivo y Social Villa Ortiz.
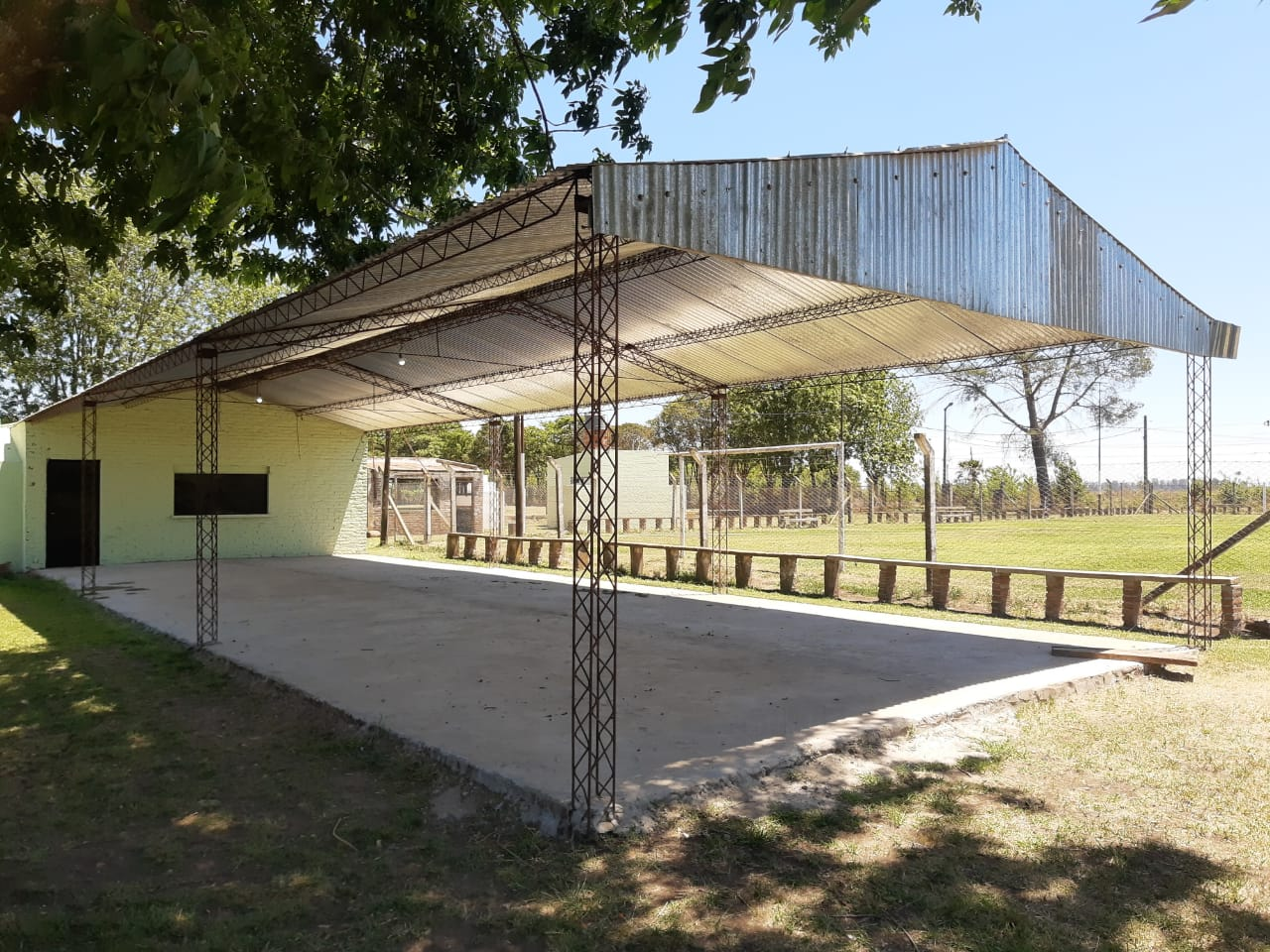
Cantina.
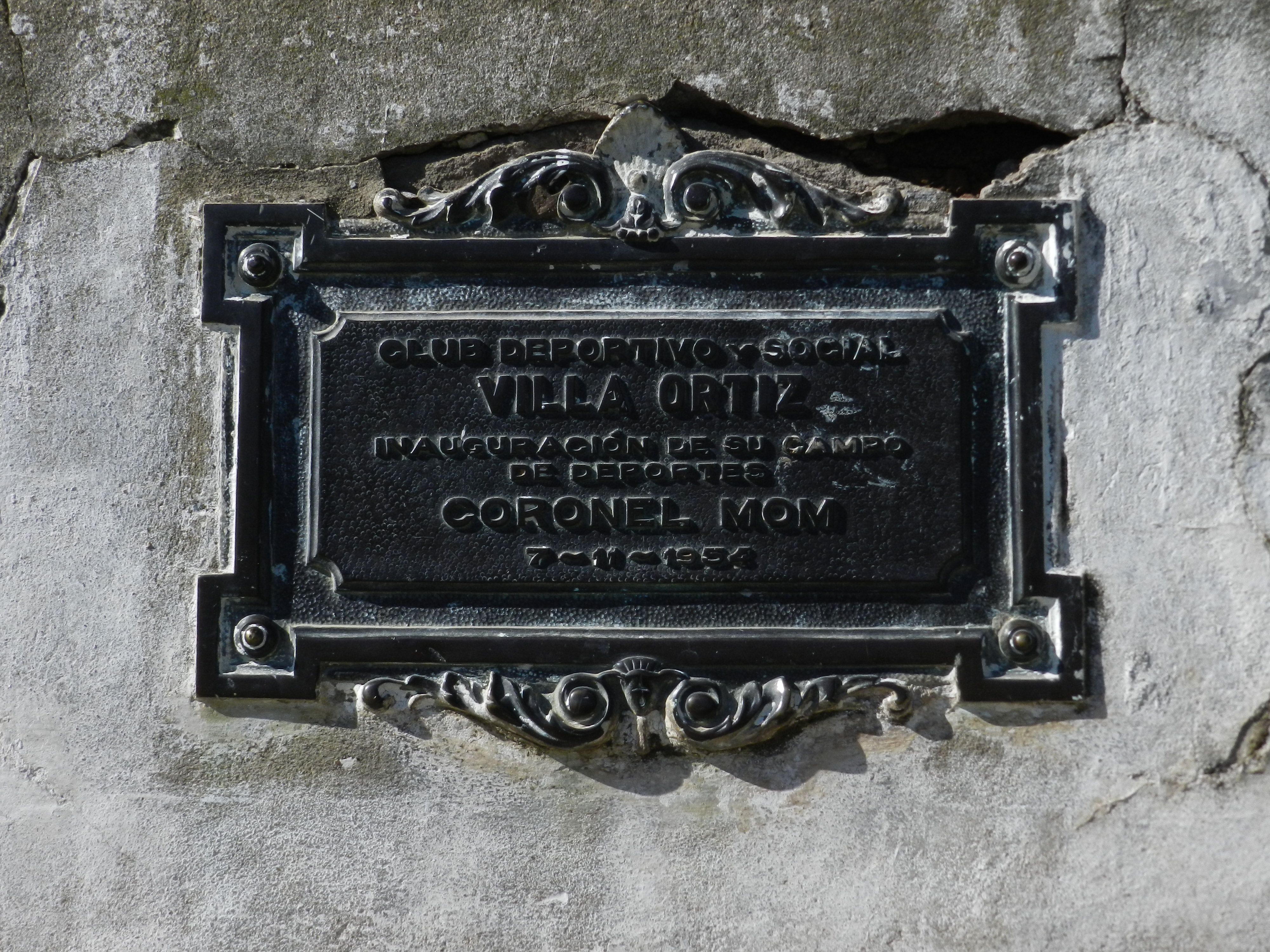
Placa inauguración del Campo de Deportes.
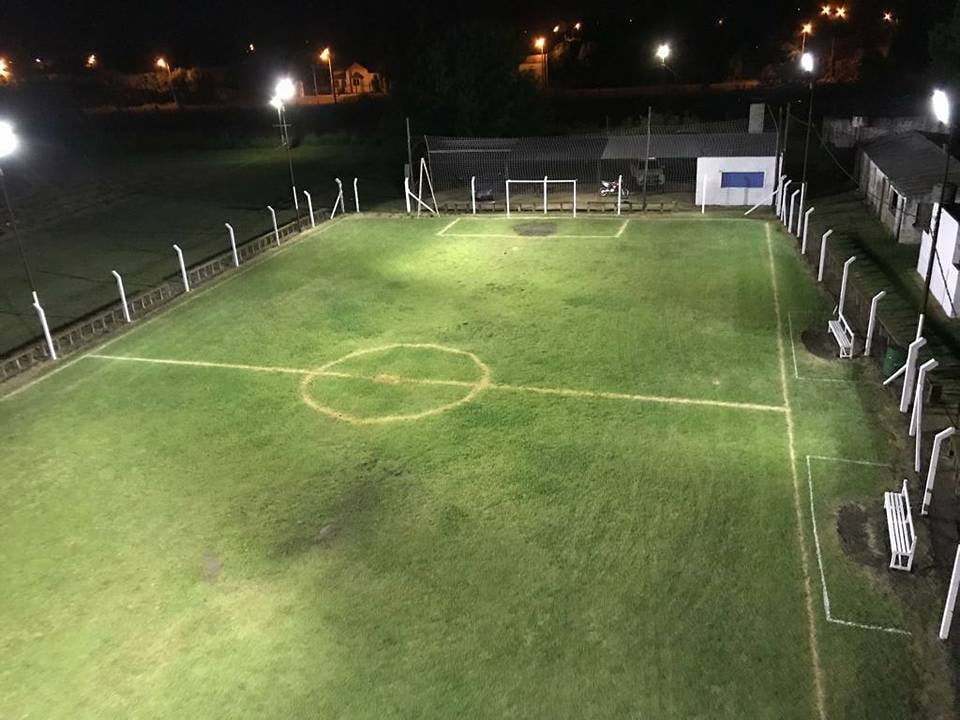
Vista aérea cancha de 7.
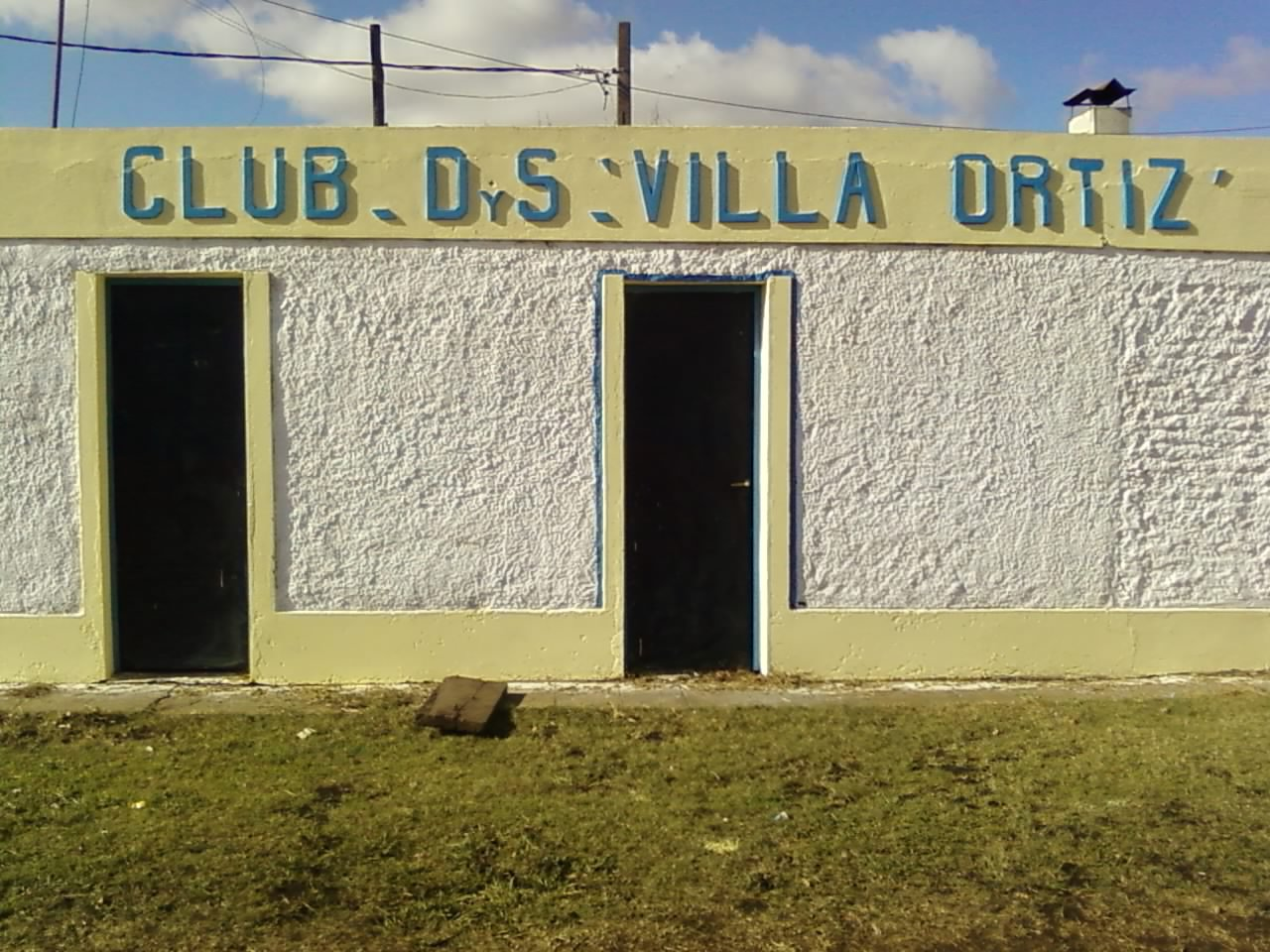
Vestuarios.

Predio ferroviario de Villa Ortiz, Estación Coronel Mom.
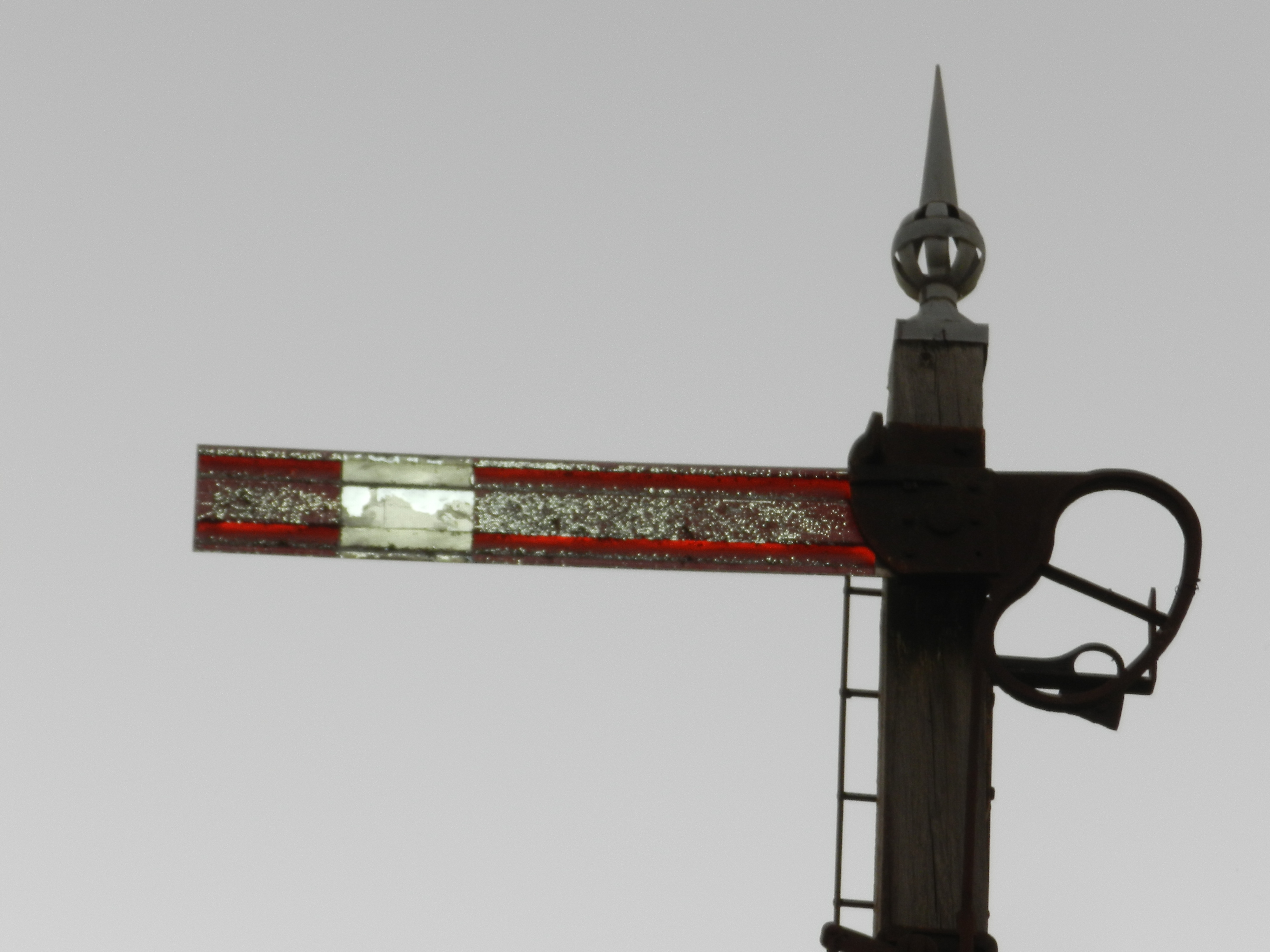
Detalle de la señal.
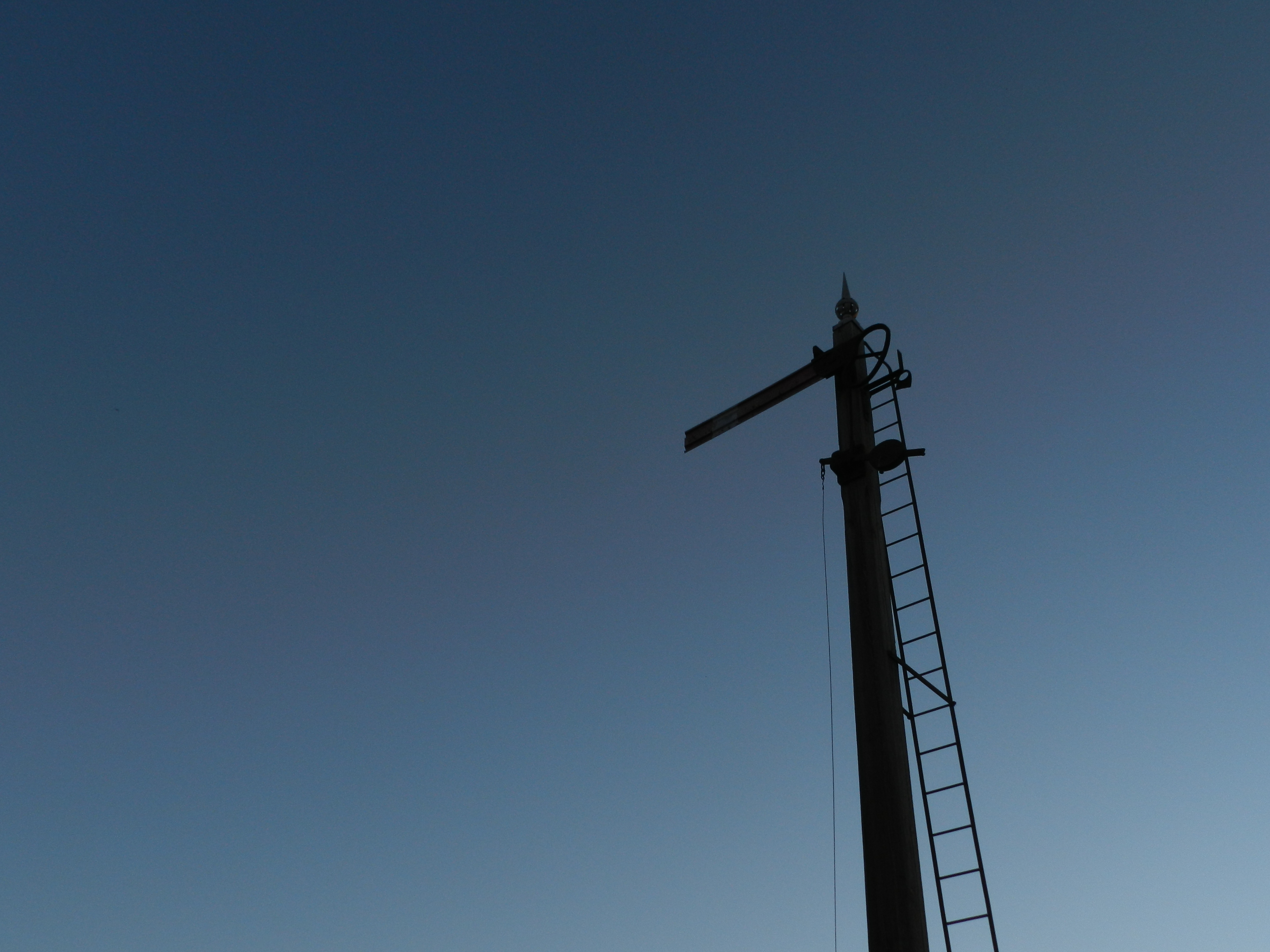
Señal de entrada y salida de trenes.
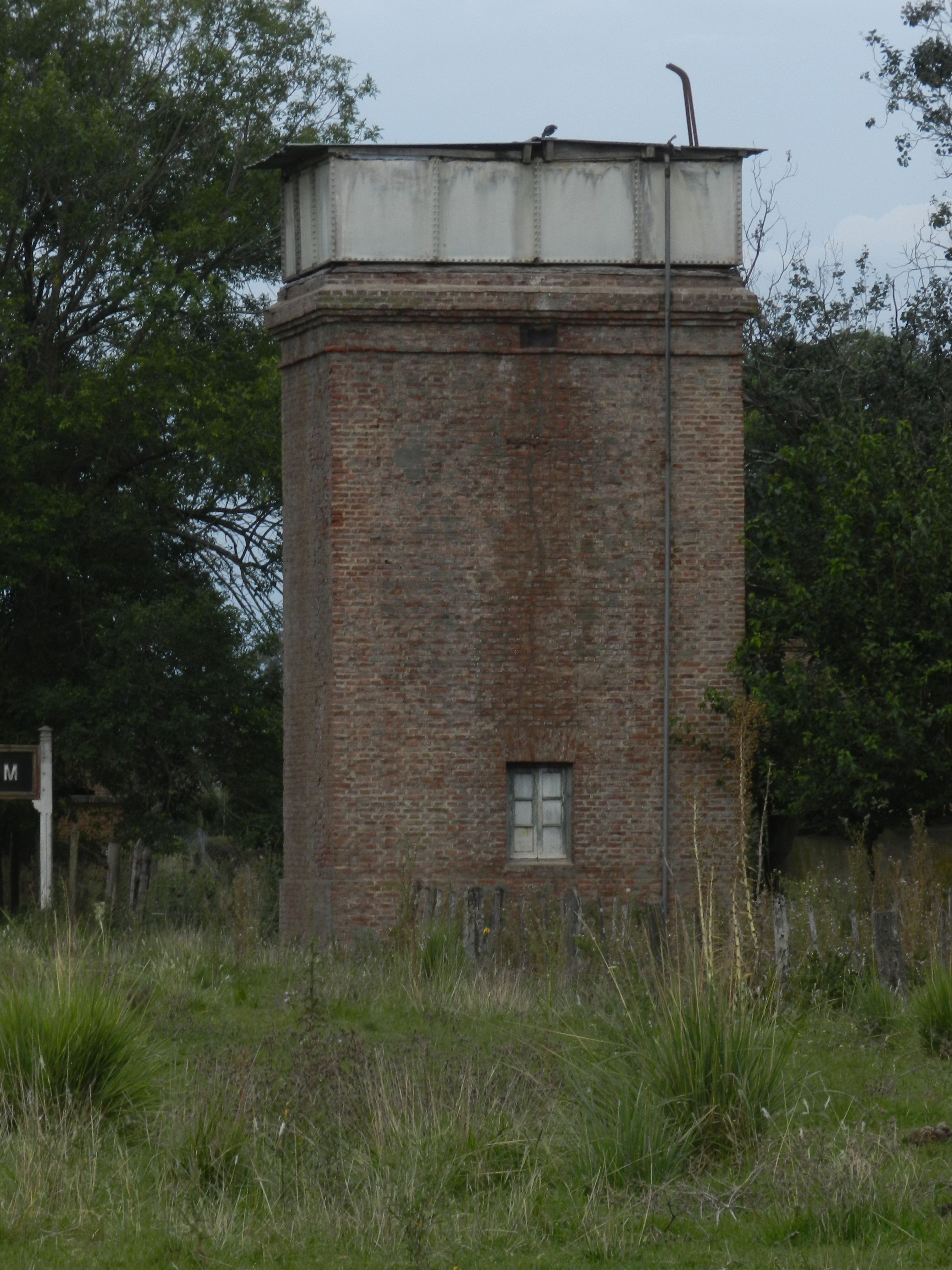
Tanque de abastecimiento de agua.
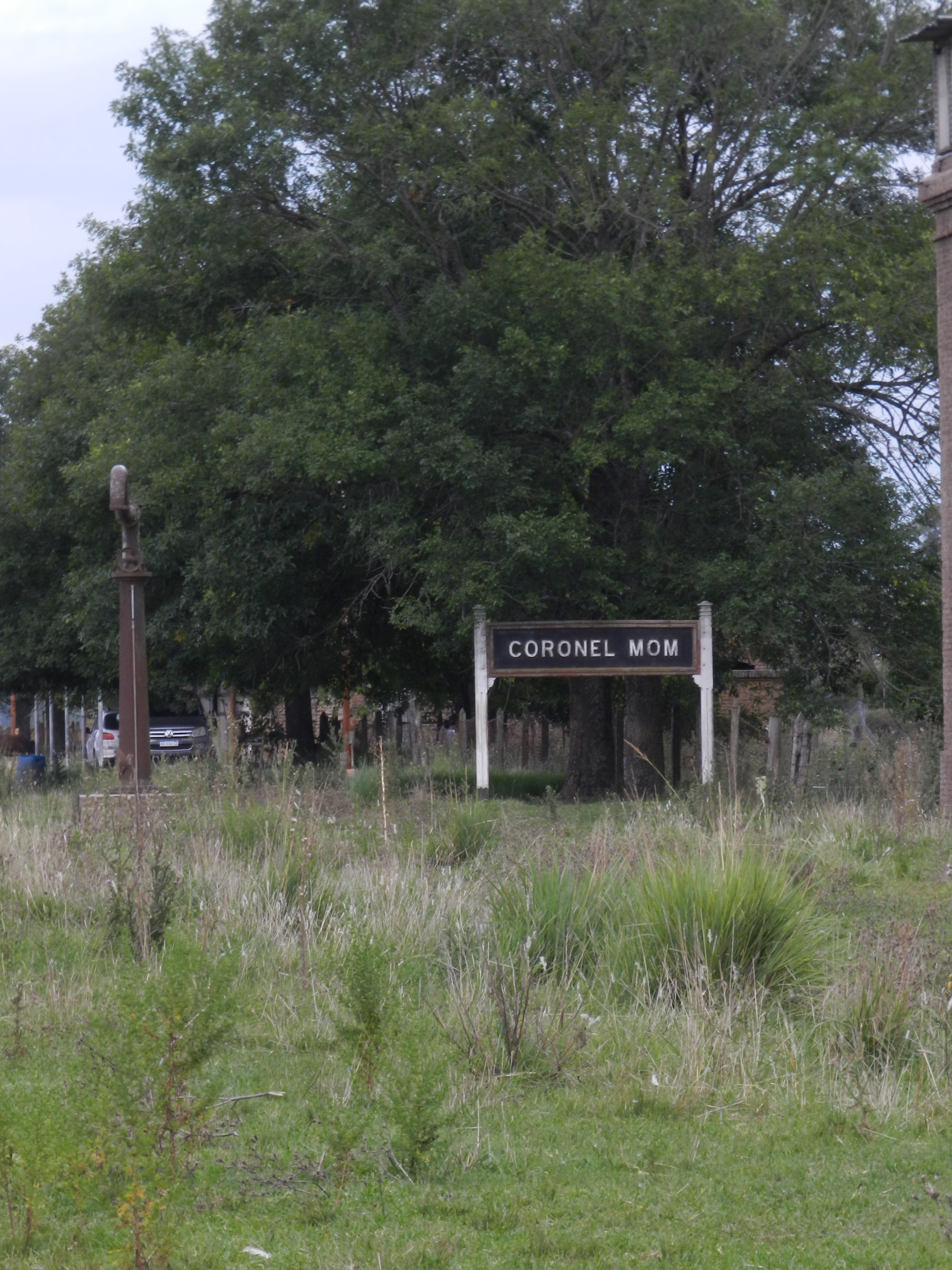
Nomenclatura Coronel Mom.
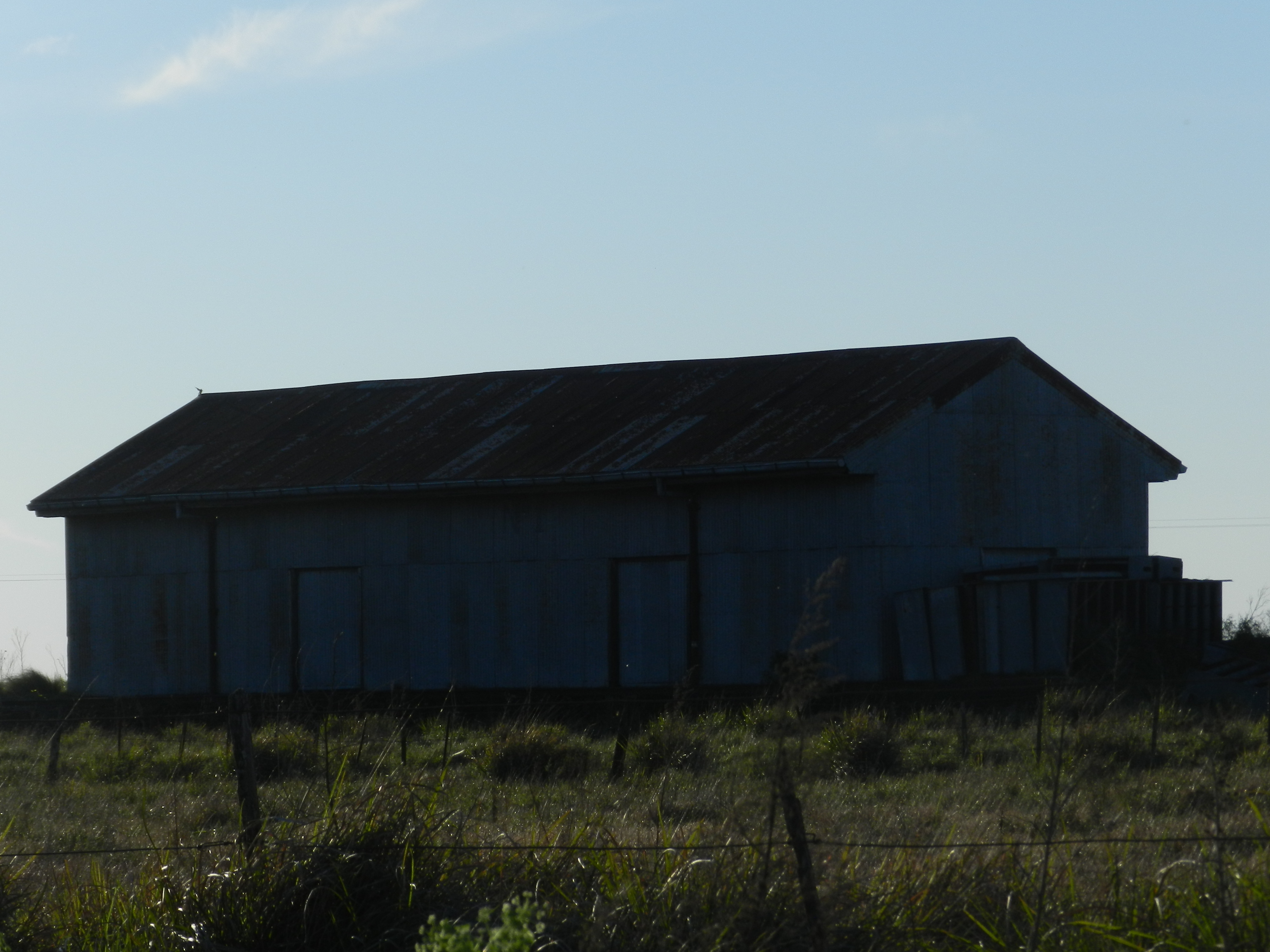
Galpón FFCC.